# Mount Goodall
Mount Goodall är ett berg i Kanada.   Det ligger i provinsen British Columbia, i den centrala delen av landet, 3 300 km väster om huvudstaden Ottawa. Toppen på Mount Goodall är 2 905 meter över havet. Mount Goodall ingår i Cariboo Mountains.
Terrängen runt Mount Goodall är huvudsakligen bergig, men åt nordost är den kuperad.Trakten runt Mount Goodall är nära nog obefolkad, med mindre än två invånare per kvadratkilometer.. Det finns inga samhällen i närheten. 
Trakten runt Mount Goodall är permanent täckt av is och snö.